# CFM International CFM56

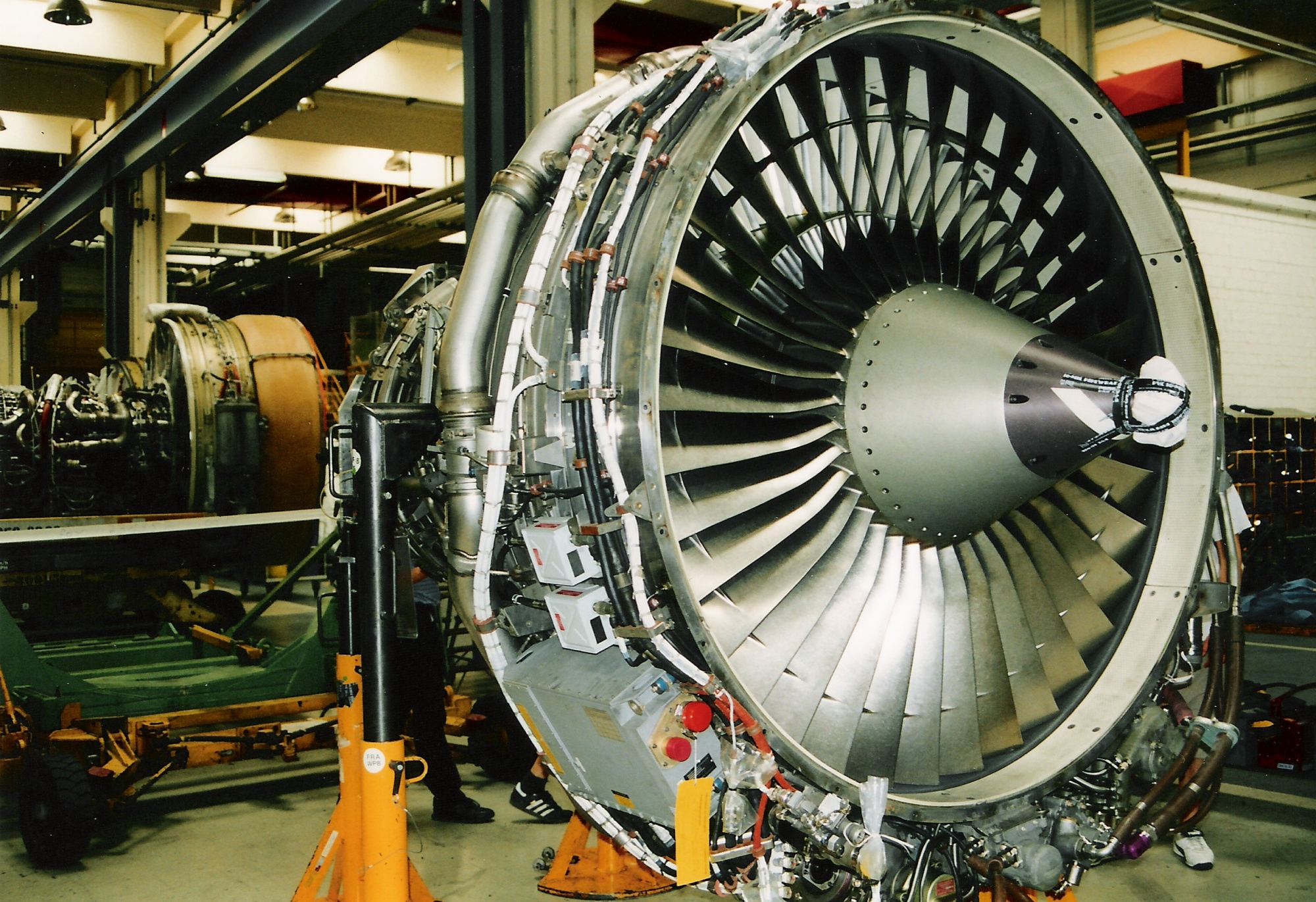
CFM56-5, vista frontal.

Los motores de la serie CFM International CFM56 (la designación militar de EE. UU. es F108) es una familia de motores turbofán de alto índice de derivación construido por CFM International con un rango de empuje de 8.400 a 15.400 kgf (82 kN a 151 kN). CFM International es una unión de empresas entre Snecma, Francia y GE Aviation, EE. UU. Ambas compañías son responsables de producir varios componentes, con líneas de ensamblaje propias. GE es responsable del compresor de alta presión, cámara de combustión y la turbina de alta presión, mientras que Snecma es responsable del fan, la turbina de baja presión, la caja de accesorios y el estrangulador. Los motores son ensamblados por GE en Evendale, Ohio, Estados Unidos y por Snecma en Villaroche, Francia.
El CFM56 es uno de los tipos de motores más prolíficos en el mundo porque su larga historia comenzó con el Boeing 737-300. La familia 737 ha contado con el CFM56 durante más de 25 años, y las variantes del CFM56 todavía impulsa los nuevos modelos, el 737-900ER y el 737-700ER. El motor es también una de las opciones de la familia Airbus A320. Es también el único motor disponible del A340-200 y -300. El F108 reemplazó los motores Pratt & Whitney JT3D en el KC-135 Stratotanker en los ochenta para crear el KC-135R, ahorrando un 27% de combustible.

## Variantes
El CFM56 motoriza a aviones de corto, medio y largo alcance. Su núcleo de maquinaria turbo está basado en el F101 de General Electric, que fue desarrollado del B-1B Lancer. Entró en servicio en 1982 y hay más de 13.000 motores CFM56 de todas las variantes en servicio.

### CFM56-2
Esta es la primera de las variantes con un empuje de 9.990 a 10.990 kgf (98 kN a 108 kN). Su primera aparición pública fue en la remotorización de un Douglas DC-8 Super 70 en 1982. Su éxito se debe a la remotorización militar de la variante del Boeing 707. F108 es la designación militar para el motor. Hoy en día, la USAF es el mayor cliente de CFM, con más de 450 aviones remotorizados en servicio, o 1.800 motores CFM56-2. El CFM56-2 está compuesto de un fan de una sola etapa, con un compresor de baja presión de tres etapas, dirigido por una turbina de baja presión de cuatro etapas, un compresor de alta presión de altas presiones, dirigido por una turbina de una única etapa. El carburador es anular. El fan de 1.735 mm de diámetro tiene un flujo de aire de 358 kg/s. El motor desarrolla 9.990-10.890 kgf de empuje estático. Con respecto al accidente la Administración Federal de Aviación de Estados Unidos (FAA) ha ordenado la inspección de 220 motores de aeronaves después del incidente que acabó con una víctima mortal el pasado martes. Una pasajera falleció en un avión de la compañía Southwest tras reventar el motor izquierdo en pleno vuelo. Este es el primer accidente de aviación comercial estadounidense desde 2009, según las estadísticas de la Junta Nacional de Seguridad en el Transporte (NTSB, por sus siglas en inglés).
Una investigación preliminar indica el accidente se produjo porque faltaba una hoja de la turbina del motor, que aparentemente se había roto, según ha informado el presidente de la NTSB, Robert Sumwalt. La parte del motor dañado fue hallado en la localidad de Bernville, en el estado de Pensilvania, a 112 kilómetros del aeropuerto de Filadelfia. "Queremos entender la magnitud del problema, estoy muy preocupado por esta situación. (...) No somos capaces ahora mismo de extrapolar lo sucedido a toda la flota", ha explicado Sumwalt.En las dos próximas semanas la FAA emitirá una directiva de aeronavegabilidad que exigirá inspecciones de los motores del modelo CFM56-7B, el mismo que explotó en pleno vuelo. "La directiva solicitará una inspección de las aspas de las turbinas ultrasónicas cuando alcancen cierto número de despegues y aterrizajes. Cualquier aspa que falle en la inspección tendrá que ser reemplazada", explica la FAA en su página web.La aclaracion fue extraída de un artículo del diario El País de España del 19 de abril de 2018.

### CFM56-3

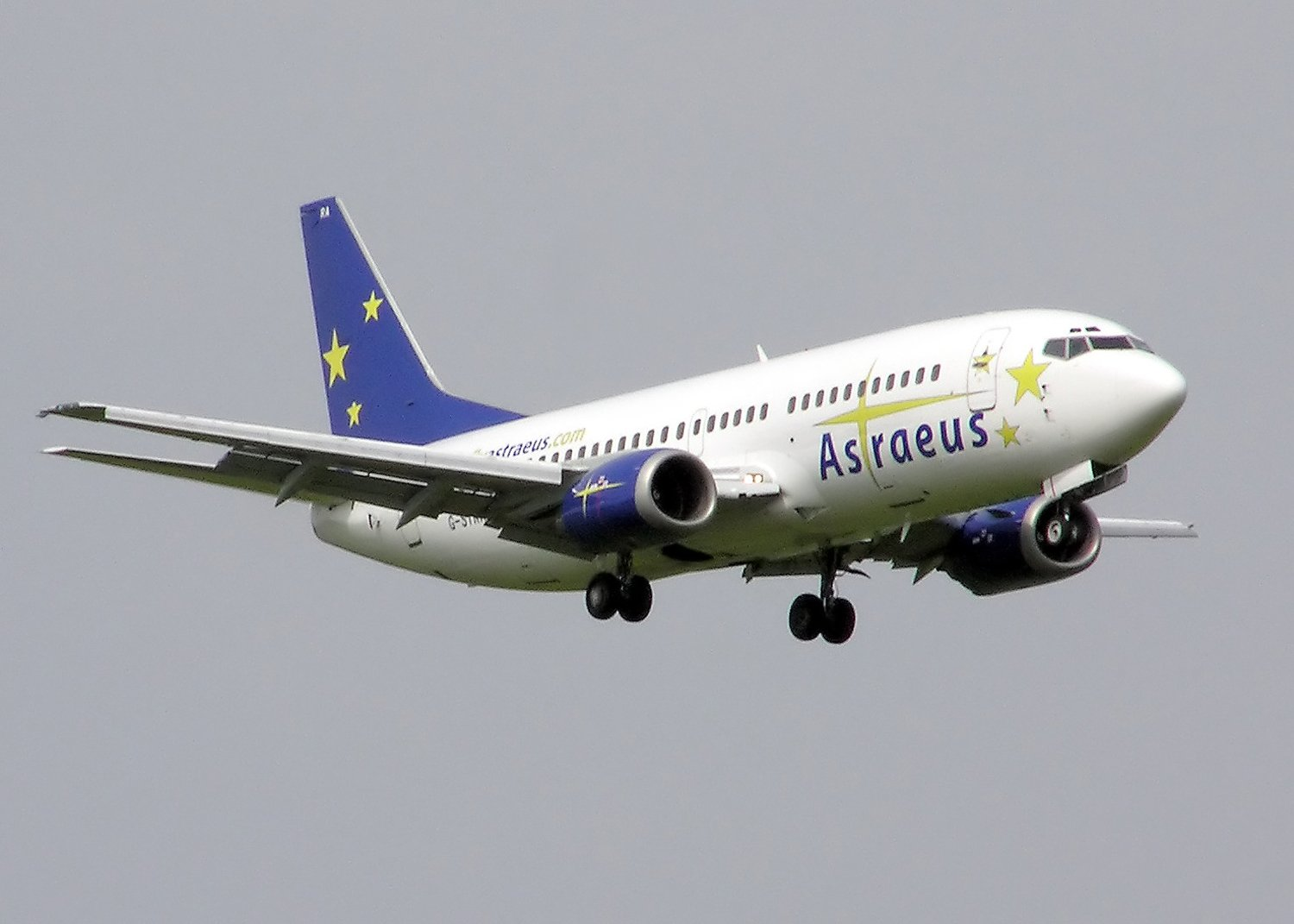
Motores CFM56-3 en un Boeing 737-300.

La primera variante del CFM56, el CFM56-3, fue diseñado para los aviones Boeing 737-300/-400/-500, con empuje estático de 8.400 a 10.670 kgf (82 kN a 105 kN). El motor -3 tiene un pequeño fan de 1524 mm de diámetro y un bajo paso de conducción, pero con la configuración básica de motor. 
Un significativo cambio para este motor fue el tamaño fue el tubo de escape del motor para el permiso en tierra.
Fue certificado por la FAA estadounidense en enero de 1984. Se convirtió en la variante turbofán más numerosa en la historia de la aviación con 3.975 motores construidos para los 737-300/-400/-500. Es muy versátil y tiene un elevado precio de reventa.
Tras el Desastre Aéreo de Kegworth de 1989, debido a una fatiga del metal que causó el fallo del compresor en el motor, toda la flota de 737-400 fue inmovilizada temporalmente. 
Entre las particularidades del -3B1 está el radio de conducción de 5,0; un radio de presión de 27,5; un flujo de aire de 297 kg/s y un empuje estático de 9.080 kgf.

### CFM56-5
El CFM56-5 está diseñado para los aviones Airbus. Tiene un amplio espectro de empuje que varía entre 9.990 y 15.400 kgf (98 kN a 151 kN). Difiere del motor de Boeing en elementos como el FADEC, el diseño interno avanzado permite mejorar el rendimiento respecto del CFM56-3 manteniendo la flexibilidad del CFM56-3. Hay 3 subvariantes distintas, la CFM56-5A, la CFM56-5B y la CFM56-5C. Tanto el CFM56-5A como el CFM56-5B tienen capacidad ETOPS. La designación de Airbus para cualquier avión equipado con motores CFM es "1". Ejemplos: A320-211 o A340-312.

#### CFM56-5A
El CFM56-5A está diseñado para motorizar a los aviones de la familia Airbus A320, con empujes entre 9.990 y 12.000 kgf (98 kN a 118 kN). Este es el motor inicial de la serie CFM56-5. Su diseño deriva del CFM56-2 y el CFM56-3. El arreglo mecánico y el diámetro de fan son como los del -2C.
Las particularidades del 5/A1 son: ratio de conducción 6,0; ratio de presión 31,2; flujo de aire 387 kg/s, empuje estático de 11.350 kgf.

#### CFM56-5B
Es una mejora del CFM56-5A, diseñado originalmente como motor del A321. A día de hoy, es el motor de todos los modelos de la familia A320 (A318/A319/A320/A321), y ha superado al CFM56-5A. Entre los cambios del CFM56-5A está el doble carburador anular que reduce la emisión de óxidos del nitrógeno hasta en un 45 por ciento. Es también el motor más utilizado por Airbus. El radio de empuje se sitúa entre 9.990 a 14.980 kgf (98 kN a 147 kN).
La mecánica y el diámetro de fan son como los del -5A, pero con una cuarta etapa en el compresor IP. Entre las particularidades del 5/B1 están: relación de conducción 5,5; relación de presión 35,4; flujo de aire de 428 kg/s, empuje neto de 13.620 kgf.

#### CFM56-5C
Con radios de empujes entre 14.160 a 15.400 kgf (139 kN a 151 kN), los CFM56-5C son los más potentes de la familia CFM56. Es el motor de los Airbus de largo alcance A340-200 y -300, y entró en servicio en 1993. Una quinta etapa fue añadida a la turbina de baja presión.
Para el A340, CFM International aportó el CFM56-5C como sistema de propulsión total: motor, propulsión, y sistema de expulsión de gases.
Entre las particularidades del -5/C2 están: relación de paso 6,6; relación de presión 37,4; flujo de aire de 466 kg/s, empuje neto de 14.160 kgf.

### CFM56-7
El CFM56-7 motoriza a los nuevos Boeing 737 (737-600/-700/-800/-900). El CFM56-7 está clasificado con un empuje al despegue de 8.400 a 12.400 kgf (82 kN a 121 kN).
Tiene empujes más elevados, una eficiencia mejorada, y menores costes de mantenimiento que su predecesor, el CFM56-3. Incorpora muchas de las características del CFM56-5 como el FADEC, cámara de combustión doble anular y una mejora el diseño interno. La mecánica es como la de la serie -3, pero el diámetro de fan es de 1550 mm.
El motor CFM56-7 del 737 tiene garantizados 180 minutos ETOPS con aprobación de la FAA de Estados Unidos.
Algunas de las particularidades del -7/B18 son: relación de conducción 5,5; relación de presión de 32,7; flujo de aire de 307 kg/s, empuje neto de 8.850 kgf.

## Aplicaciones
- Airbus A321
- Airbus A320
- Airbus A319
- Airbus A318
- Airbus A340
- Boeing 707-700 (prototipo solo)
- Boeing 737 Classic
- Boeing 737NG
- Boeing 737 AEW&C
- Boeing Business Jet
- C-40 Clipper
- Douglas DC-8 Super 70
- KC-135R Stratotanker
- P-8 Poseidon

## Especificaciones
|                   | CFM56-7B               | CFM56-5B                  | CFM56-5C      | CFM56-5A | CFM56-3           | CFM56-2                                      |
| ----------------- | ---------------------- | ------------------------- | ------------- | -------- | ----------------- | -------------------------------------------- |
| Max. Empuje (kgf) | 12.400                 | 14.980                    | 15.430        | 12.000   | 10.670            | 10.900                                       |
| Aplicaciones      | 737-600/-700/-800/-900 | A318, A319, A320 and A321 | A340-200/-300 | A320     | 737-300/-400/-500 | KC-135R, C-135R, E-3, KE-3A, E-6A and DC8-70 |